# Слива (фрукт)

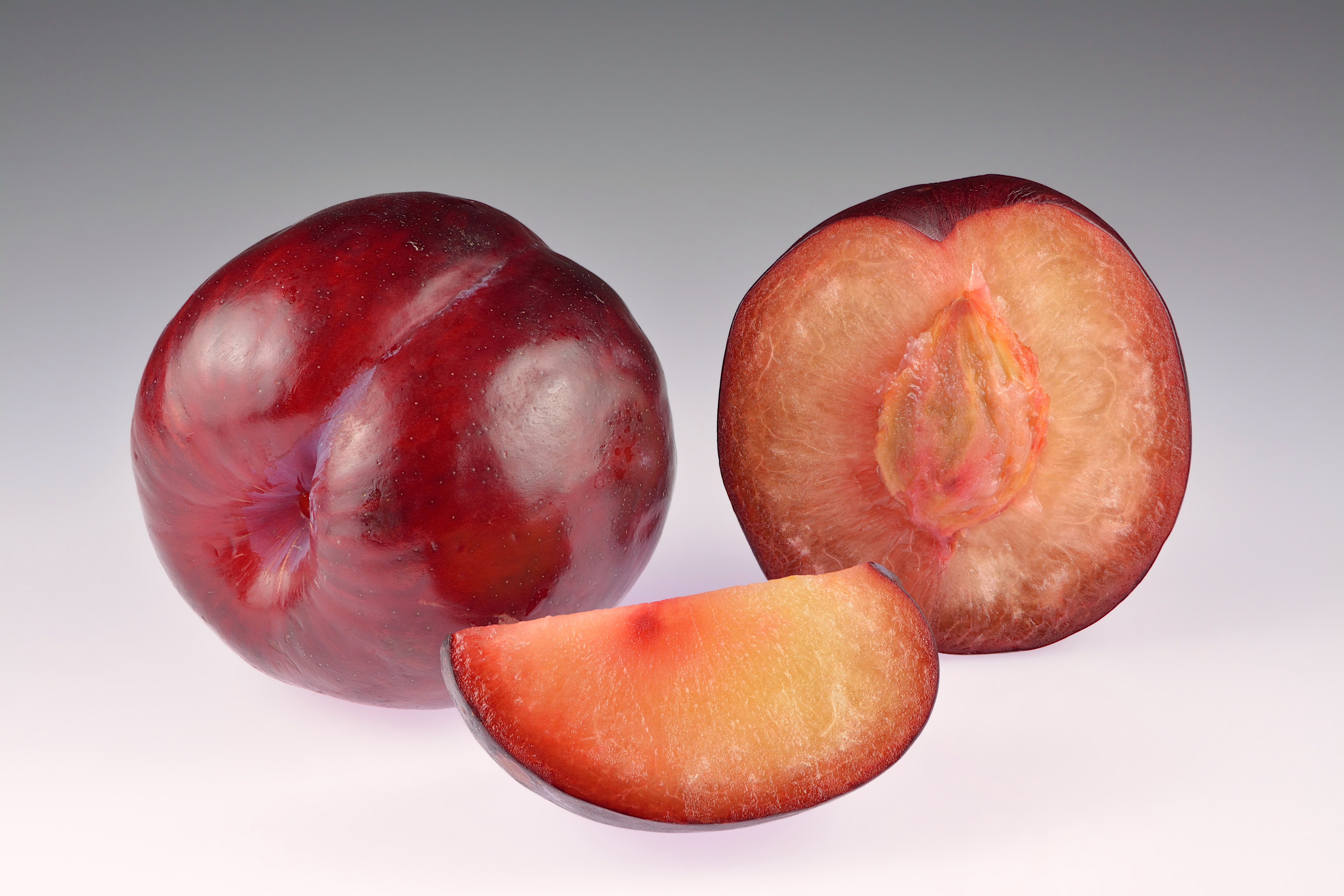
Слива сорта африканская роза

Слива — плод растений подрода Prunus рода Prunus. Плод типа костянка. Зрелые плоды сливы могут иметь пыльно-белый восковой налёт, который придает им сизый оттенок. Это эпикутикулярное восковое покрытие, известное как «восковой налёт». Сушёные сливы называются черносливом, они имеют тёмный, морщинистый вид.

## История
Сливы, возможно, были одними из первых плодов, одомашненных людьми. Три наиболее широко культивируемых вида не встречаются в дикой природе, а встречаются только вокруг населенных пунктов: Слива домашняя прослеживается до гор Восточной Европы и Кавказа, а Слива китайская и Prunus simonii возникли в Китае. Остатки слив были найдены в археологических раскопках эпохи неолита вместе с оливками, виноградом и инжиром. По словам Кена Альбала, сливы родом из Ирана. Они были привезены в Британию из Азии.
Статья о выращивании сливовых деревьев в Андалусии (южная Испания) появляется в сельскохозяйственном труде Ибн аль-Аввама XII века «Книга по сельскому хозяйству».

## Пищевая ценность
Плоды сливы домашней содержат витамины A (в плодах тёмного цвета), B1, B2, C и P и необходимые элементы: калий, фосфор (содержание которых больше, чем в яблоках и грушах), кальций, магний, железо. Содержание сахара (в зависимости от сорта и условий выращивания) составляет от 9 до 17 % (фруктоза, глюкоза и сахароза). В плодах сливы содержатся также органические кислоты (яблочная и лимонная, а также щавелевая и следы салициловой), пектиновые, дубильные, азотистые вещества.